# Tommie Agee
Tommie Lee Agee (Magnolia, Alabama, 9 de agosto de 1942-Nueva York, Nueva York, 22 de enero de 2001), más conocido como Tommie Agee, fue un jugador profesional estadounidense de béisbol que se desempeñó en la posición de jardinero central en las Grandes Ligas de Béisbol (MLB). Es poseedor de dos Guantes de Oro.

## Carrera
Agee jugó como profesional tres temporadas en Cleveland Indians (1962-1964), después pasó a Chicago White Sox (1965-1967), luego a New York Mets (1968-1972), posteriormente a St. Louis Cardinals (1973), y finalmente, a Houston Astros, donde jugó una temporada (1973), y fue el equipo en el que se retiró.

## Premios
Fue galardonado con el Guante de Oro en dos oportunidades (1966 y 1970).